# Kim Yun-jae
Kim Yun-jae (kor. 김윤재; * 14. Mai 1990) ist ein südkoreanischer Shorttracker.
Er wurde 2008 in Bozen Juniorweltmeister im Mehrkampf.
Kim gewann bei den Weltmeisterschaften 2013 in Debrecen eine Gold- und zwei Silbermedaillen. Bei den Olympischen Winterspielen 2014 in Sotschi wurde er mit der 5000-m-Staffel im B-Finale Zweiter, was Platz 7 bedeutete.